# Picton, Lennox i Nueva
Picton, Lennox i Nueva – grupa trzech wysp (i mniejszych wysepek), położonych na południowym krańcu Ameryki Południowej u wybrzeży Ziemi Ognistej. Administracyjnie należą do chilijskiej gminy Cabo de Hornos (region Magallanes). Lennox zajmuje powierzchnię 170 km², Nueva 120 km², a Picton 105 km². W XIX w. wyspa Picton była miejscem wydobycia złota.
Ze względu na swoje strategiczne położenie u wyjścia Kanału Beagle na Ocean Atlantycki stanowiły terytorium sporne pomiędzy Argentyną i Chile. Ponadto przypuszczano, że mogą się tu znajdować złoża złota i ropy naftowej. W 1977 Chile i Argentyna zgodziły się na arbitraż brytyjskiej królowej Elżbiety II. W maju 1977 Elżbieta II zadecydowała, iż Picton, Nueva i Lennox powinny należeć do Chile. W odpowiedzi na to Argentyna nie zgodziła się na nową linię graniczną, a relacje między obydwoma krajami przybrały formę otwartego konfliktu. Kres zatargom położyła dopiero mediacja między obydwoma krajami przeprowadzona przez Jana Pawła II, która doprowadziła do ostatecznego porozumienia, zawartego w maju 1985 w Rzymie. Na jego mocy całe sporne terytorium przejęło ostatecznie Chile.